# 元寿 (大理)
元寿（げんじゅ）は、雲南に興った後理国の段智廉の時代に使用された元号。年代不詳 - 1204年。